# Stephen Ruppenthal
Stephen Ruppenthal (* 1947) ist ein US-amerikanischer Komponist und bekannt für Lautpoesie. Kakao-Poetic Lippudenies of the Ungumptious (1975) nach dem Text Ulysses von James Joyce ist ein bekanntes Werk von Stephen Ruppenthal
In der Abteilung Akustische Poesie war Ruppenthal 1987 Teilnehmer der documenta 8 in Kassel.